# Оравские Бескиды
Оравские Бескиды (словац. Oravské Beskydy) — горный массив в северной Словакии, в центральной части Западных Бескид. Наивысшая точка — гора Бабья Гора, 1725 м. По хребту Оравских Бескид проходит государственная граница Словакии с Польшей. С польской части массив называется Живецкие Бескиды.

Центральная часть Западных Бескид: Оравские Бескиды (g1)